# محمد جابر (بازیکن فوتبال اماراتی)
محمد جابر (انگلیسی: Mohammed Jaber؛ زادهٔ ۲۸ ژانویهٔ ۱۹۸۹) یک بازیکن فوتبال است.